# بخش تالارپی
بخش تالارپی یکی از بخش‌های شهرستان سیمرغ در استان مازندران ایران است.

## جمعیت
براساس سرشماری مرکز آمار ایران در سال ۱۳۹۵، جمعیت بخش تالارپی ۶۵۷۸ نفر بوده‌است.

## تقسیمات کشوری
بخش تالارپی از دو دهستان تشکیل شده‌است:
- دهستان تالارپی
- دهستان طور